# Eusebius Amort
Eusebius Amort (Bibermuhle, 15 de noviembre de 1692-Polling, 5 de febrero de 1775) fue un teólogo alemán.

## Biografía
Nació en Bibermuhle, cerca de Tolz, en la Alta Baviera. Estudió en Múnich y, aún a una temprana edad, se unió a la orden de canónigos regulares de Polling, en la que, poco después de su ordenación en 1717, comenzó a dar clases de teología y filosofía.
En 1733 partió hacia Roma, donde trabajó con el cardenal Niccolo Maria Lercari. Regresó a Polling dos años después, desde donde se dedicó el resto de su vida a reavivar el aprendizaje en la región de Baviera. Falleció allí en 1775, a los 83 años de edad.

## Obras
Sus trabajos más conocidos son:
- Theologia electica, moralis et scholastica (Augsburgo, 1752), un manual de teología en cuatro volúmenes;
- Demonstratio critica religionis Catholicae (Augsburgo, 1751), una defensa de la doctrina católica;
- De Origine, Progressu, Valore, et Fructu Indulgentiorum (Augsburgo, 1735), una obra acerca de las indulgencias muy criticada por escritores protestantes;
- De Revelationibus et Visionibus, &c. (1744), un tratado sobre el misticismo en dos volúmenes, y
- Nova philosophiae planetarum et artis criticae systemata (Núremberg, 1723), una obra astronómica.

## Atribución
Este artículo incorpora texto de una publicación sin restricciones conocidas de derecho de autor:  Varios autores (1910-1911). «Encyclopædia Britannica».  En Chisholm, Hugh, ed. Encyclopædia Britannica. A Dictionary of Arts, Sciences, Literature, and General information (en inglés) (11.ª edición). Encyclopædia Britannica, Inc.; actualmente en dominio público.

- Datos: Q69874